# Fée Carabosse
La fée Carabosse, ou simplement Carabosse, est un personnage de « La Princesse Printanière » conte publié par Marie-Catherine d'Aulnoy, dans le deuxième tome de ses Contes des fées parus en 1697. Carabosse est par la suite devenue l'archétype de la fée malfaisante, vieille et laide, remarquable par sa bosse. L'étymologie du nom est incertaine : le mot a été par exemple rapproché du lyonnais « carabisse » par les lexicographes du CNRTL. Il semble toutefois plus plausible que Madame d'Aulnoy ait inventé ce nom, simple transposition française du terme grec ancien κάραϐος qui veut dire « escarbot, scarabée », comme semble le confirmer la présence d'un « escarbot » dans le conte . Différentes étymologies ont pu interférer (« kara » par exemple, signifie « noir » en turc, et « à trente-six carats » est une expression superlative à valeur intensive suggérant la taille spectaculaire de la bosse). Il est également fort possible d'entendre dans le nom de Carabosse un écho du « marquis de Carabas », pseudonyme donné par le Chat botté au fils du Meunier dans le « Maître Chat » de Charles Perrault, paru quelques mois avant « La Princesse Printanière ».

## La marraine maléfique
On trouve des mauvaises fées bien antérieures aux textes de Madame d'Aulnoy et de Charles Perrault. Ainsi Éris dans la mythologie grecque déesse de la Discorde : faute d'avoir été invitée aux noces de Thétis et Pélée, elle se venge en jetant une pomme d'or portant l'inscription « pour la plus belle ». Ce geste est à l'origine du déclenchement de la Guerre de Troie et de la mort d'Achille, survenant malgré la précaution de sa mère pour le rendre invincible en le plongeant dans les eaux du Styx. Au XIIIe siècle, dans la chanson de geste « Les Prouesses et faitz du noble Huon de Bordeaux » : Obéron, le roi des Elfes, explique à Huon qu'il doit son aspect à une fée en colère qui lui jeta un sort le jour de son baptême.
Mais c'est le personnage de Carabosse, imaginé originellement par la baronne d'Aulnoy, qui devint au XIXe et au XXe siècle la plus célèbre incarnation de la fée marraine dévoyée, au point de devenir un type, et de cristalliser sur son nom tous les aspects de ce personnage de méchante fée vieille et malfaisante.

## L'héroïne d'un conte de Marie-Catherine d'Aulnoy
Marie-Catherine d'Aulnoy a mis en scène plusieurs figures de fées laides et maléfiques. La plus célèbre d'entre elles est Carabosse, qui apparaît dans « La Princesse Printanière ». La conteuse en donne une description effrayante de nourrice monstrueuse : « un laideron qui avait les pieds de travers, les genoux sous le menton, une grosse bosse, les yeux louches, et la peau plus noire que de l'encre. Elle tenait entre ses bras un petit magot de singe à qui elle donnait à téter, et elle parlait un jargon que l'on n'entendait pas ». Repoussée par la reine enceinte qui l'affuble du qualificatif de « grosse laide », Carabosse revient maudire la princesse à sa naissance : « Je doue cette petite créature / De guignon guignonnant / Jusqu'à l'âge de vingt ans ». La malédiction est atténuée par une des fées que le roi et la reine avaient invitées pour accorder leurs dons à l'enfant.

## De«La Princesse Printanière»à«La Belle au bois dormant»: histoire d'une confusion
Carabosse est souvent confondue à tort avec la mauvaise fée qui frappait de malédiction l'héroïne de La Belle au bois dormant, mais dans le conte de Charles Perrault publié pour la première fois en 1696, la méchante fée était anonyme : elle y était simplement désignée comme une « vieille fée ». Nulle Carabosse non plus dans l'adaptation des frères Grimm, qui ne retiennent qu'une « treizième femme sage », par opposition aux onze premières qui offrent à la princesse des dons merveilleux et à la douzième qui intervient en dernier ressort pour atténuer la malédiction. La confusion entre la fée de « « La Belle au bois dormant » et la Carabosse de « La Princesse Printanière » est attestée dès le milieu du XIXe siècle. Mais, c'est le ballet La Belle au bois dormant de Tchaïkovski, créé en 1890, qui entérine un amalgame durable en donnant à l'opposante le nom de Carabosse. Le ballet russe complique encore le trouble en identifiant cette Carabosse avec la vieille fileuse auprès de qui l'héroïne se pique le doigt, alors que les deux personnages sont distingués dans les versions antérieures de Perrault et de Grimm. Walt Disney, toutefois, dans son adaptation de La Belle au bois dormant en 1959, se garde de son côté de confondre la mauvaise fée et Carabosse, et invente pour son antagoniste le nom de Maléfique (Maleficient).
À partir du XIXe siècle, la figure de Carabosse tend à s'émanciper de plus en plus de ses origines littéraires pour mener son existence propre. Le Dr Jules Demars, naturaliste breton, imagine ainsi en 1856 une légende mettant en scène ce personnage non loin de Guémené-Penfao, donnant naissance à une légende encore vivace dans la région. La Fée Carabine, de Daniel Pennac (1987), métamorphose le visage de Carabosse en démultipliant dans ce roman policier les figures de vieilles dangereuses, armées et entraînées à tuer.

## Extrait

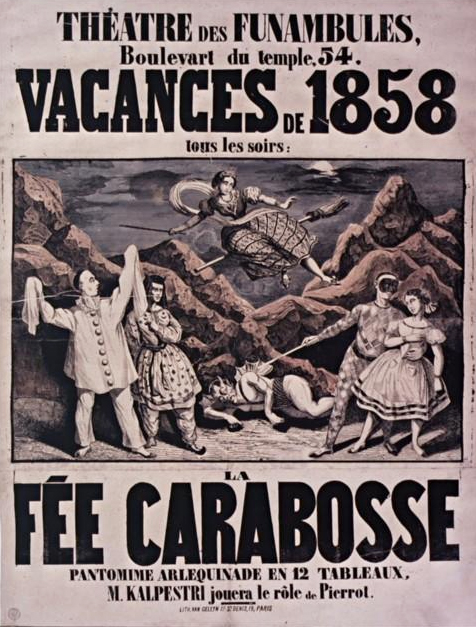
Théâtre des Funambules, affiche du spectacle La fée Carabosse, 1858.

La scène des dons dans « La Princesse Printanière » de M.-C. d'Aulnoy et l'intervention de Carabosse (1697).
Voilà qu’elles s’enferment vitement pour la douer : la première la doua d’une beauté parfaite ; la seconde, d’avoir infiniment de l’esprit ; la troisième, de chanter merveilleusement bien ; la quatrième, de faire des ouvrages en prose et en vers.

Comme la cinquième ouvrait la bouche pour parler, l’on entendit dans la cheminée un bruit comme d’une grosse pierre qui tomberait du haut d’un clocher, et Carabosse parut toute barbouillée de suie, criant à tue-tête :

« Je doue cette petite créature
De guignon guignonnant
Jusqu’à l’âge de vingt ans. »

À ces mots, la reine qui était dans son lit se prit à pleurer, et à prier Carabosse d’avoir pitié de la petite princesse. Toutes les fées lui disaient : « Hélas ! ma sœur, déguignonnez-la ; que vous a-t-elle fait ? » Mais cette laide fée hongrait et ne répondait point ; de sorte que la cinquième, qui n’avait pas parlé, tâcha de raccommoder l’affaire, et la doua d’une longue vie pleine de bonheur, après que le temps de la malédiction serait passé. Carabosse n’en fit que rire, et elle se mit à chanter vingt chansons ironiques, en regrimpant par la même cheminée.

## Interprétation
Dans le ballet La Belle au bois dormant de Tchaïkovski, le rôle de la Fée Carabosse est tenu par :
- Carlotta Brianza en 1921 pour ses adieux ;
- Marie-Agnès Gillot en 1997.

Dans L'Odyssée d'Alice Tremblay, par Pierrette Robitaille en 2002.
Dans la comédie musicale pour Enfant : Abbacadabra (1983), par Marie-France Roussel.
La Fée Carabosse est un opéra-comique de Victor Massé (1859).

## Du discrédit à l'icône féministe
Au XXe siècle, Carabosse a pu apparaître comme l'émanation de stéréotypes sexistes stigmatisant les vieilles femmes célibataires. Par défi, des cercles féministes ont revendiqué la figure jusque là décriée de Carabosse : Eliane Viennot donna ainsi le nom de Carabosses à la librairie féministe qu'elle ouvrit en 1978 à Paris.

## Dans la culture
Fécarabos est le nom d'un restaurateur grec où se rendent Astérix et ses amis dans la bande dessinée Astérix aux Jeux olympiques (1968).